# Rivière du Portage (vattendrag i Kanada, lat 49,60, long -71,07)
Rivière du Portage är ett vattendrag i Kanada.   Det ligger i provinsen Québec, i den östra delen av landet, 600 km nordost om huvudstaden Ottawa.
I omgivningarna runt Rivière du Portage växer i huvudsak blandskog. Trakten runt Rivière du Portage är nära nog obefolkad, med mindre än två invånare per kvadratkilometer.